# Sint-Petruskerk (Vught)
De Sint-Petruskerk is een neoromaanse katholieke kerk in Vught. De Sint-Petrusparochie vormde vanouds één der twee parochies van Vught. De andere parochiekerk was de Sint-Lambertuskerk.

## Geschiedenis
De Sint-Petrusparochie is omstreeks 950 gesticht door de Aartsbisschop van Keulen. De kerk stond oorspronkelijk op het huidige Maurickplein. In 1399 kwam het patronaatsrecht van deze parochie aan het kapittel van Eindhoven.

### Machutusverering
In 1410 kwam er een kluis in de nabijheid van deze kerk, en deze zou tot 1624 permanent bewoond blijven, ondanks de vele oorlogshandelingen die er plaats zouden vinden. Het beheer over deze kluis hadden de dominicanen uit 's-Hertogenbosch. Deze kluis was het doel van bedevaartgangers die de heilige Machutus aanriepen. Deze zou helpen tegen rachitis, het gebreck van S. Machuijt genaamd. In 1610 voerde Ghisbertus Masius, bisschop van 's-Hertogenbosch, een onderzoek uit naar de praktijken hieromtrent, aangezien men bijgeloof vermoedde. Men vermoedde dat de financiële bijdragen inden selven dose werden gelegd, waarin zich de relieken bevonden,  d'welck seer onbehoirlyck schynt te zijn. De katholieke hervormingspogingen werden ingehaald door de komst van de Reformatie in 1629. In 1648 was echter nog sprake van de cluijsse tot Vucht die den Offer van St. Machuijt waernemen daer groot Bevaert ende groote Affgoderije bedient wort. Reeds in 1649 werd het besluit genomen om het heylichuijsken genaemt de machuijts dienste af te breken maar dat gebeurde nog niet. Ook in 1658 werd nog gerapporteerd omtrent de Roomsen, die plegen ook de ouden superstitie vant Ste Machuijt op Ste Peterskerkhoft in een kamer die den armen toecomt. De laatste kluizenares was echter in 1677 overleden en in 1684 werd de kluis opgeheven. De Machutusverering verdween echter pas eeuwen later, tijdens het interbellum.

### Strooien kerk
In 1629, na de Val van 's-Hertogenbosch, werden de Vughtse kerken aan de katholieke eredienst onttrokken. De Hervormden benutten sindsdien de Sint-Lambertuskerk en de Sint-Pieterskerk kwam leeg te staan. Ze werd sindsdien gebruikt als tiendschuur en, bij wateroverlast, als schuilplaats voor het vee. Daarom werd ze wel "De strooien kerk" genoemd. Als zodanig is deze kerk in 1787 getekend door Hendrik Verhees. De katholieken, die sedert het einde van de 17e eeuw kerkten in een schuurkerk, de zogenaamde Heikantsekerk, ijverden sinds de Franse tijd voor de teruggave van hun kerken, maar verkregen pas in 1825 de Sint-Pieterskerk terug. De Sint Lambertuskerk bleef Hervormd.

### Teruggaaf en nieuwbouw
In 1826 werd de Sint-Pieterskerk verbouwd in neoclassicistische stijl. De schuurkerken in Vlasmeer (Sint-Petrus) en bij de Kerksteeg (Sint-Lambertus) werden in 1827 afgebroken. In 1829 stierf de laatste pastoor van de Sint-Lambertusparochie en deze werd bij de Sint-Petrusparochie gevoegd.
In 1882 werd de katholieke begraafplaats in gebruik genomen en in 1884 werd de nieuwe kerk in neoromanogotische stijl in gebruik genomen. De naam van de kerk was voortaan Sint Petruskerk. De bouw kende tegenslagen want oorspronkelijk was een grotere koepel gedacht, maar in 1882 stortte het noordtransept in, waarna voor een eenvoudiger ontwerp werd gekozen. De nieuwe kerk bevond zich aan de Heuvel, op de plaats waar voordien de pastorie stond. Architect was Carl Weber. Later, toen Vught uitbreidde, splitsten zich twee parochies af: De Heilig-Hartparochie in 1920 en de parochie Maria Middelares aller Genaden in 1930. In 1948 volgde de parochie van Sint-Paulus en de Heilige Antonius van Padua en in 1966 de Sint-Jansparochie.
De Sint-Petruskerk bezit een vermoedelijk 18e-eeuwse zilveren reliekhouder met daarin relieken van de heiligen Machutus en de heilige Bernoldus. Ook bezit ze een eikenhouten beeld uit de eerste helft van de 15e eeuw, waarvan beweerd wordt dat het Machutus voorstelt.

## Heden
In 2003 werden de parochies van Vught samengevoegd tot de Edith Steinparochie. De Sint-Petruskerk werd in 2005 onttrokken aan de katholieke eredienst. Een Stichting zet zich in voor het behoud ervan en wil culturele voorzieningen in het gebouw huisvesten. Het interieur van de kerk is overgebracht naar Lviv om aldaar gebruikt te worden in een nieuwe kerk. In 2018 is het gebouw van de kerk (na grondige verbouwingen) in gebruik genomen als een ontmoetingscentrum en het gebouw biedt onderdak aan de Bibliotheek Vught, de stichting Anders Bezig Zijn, het Vughts Museum, de Wereldwinkel en Welzijn Vught. De naam van het nieuwe centrum is DePetrus.